# Діонісіака

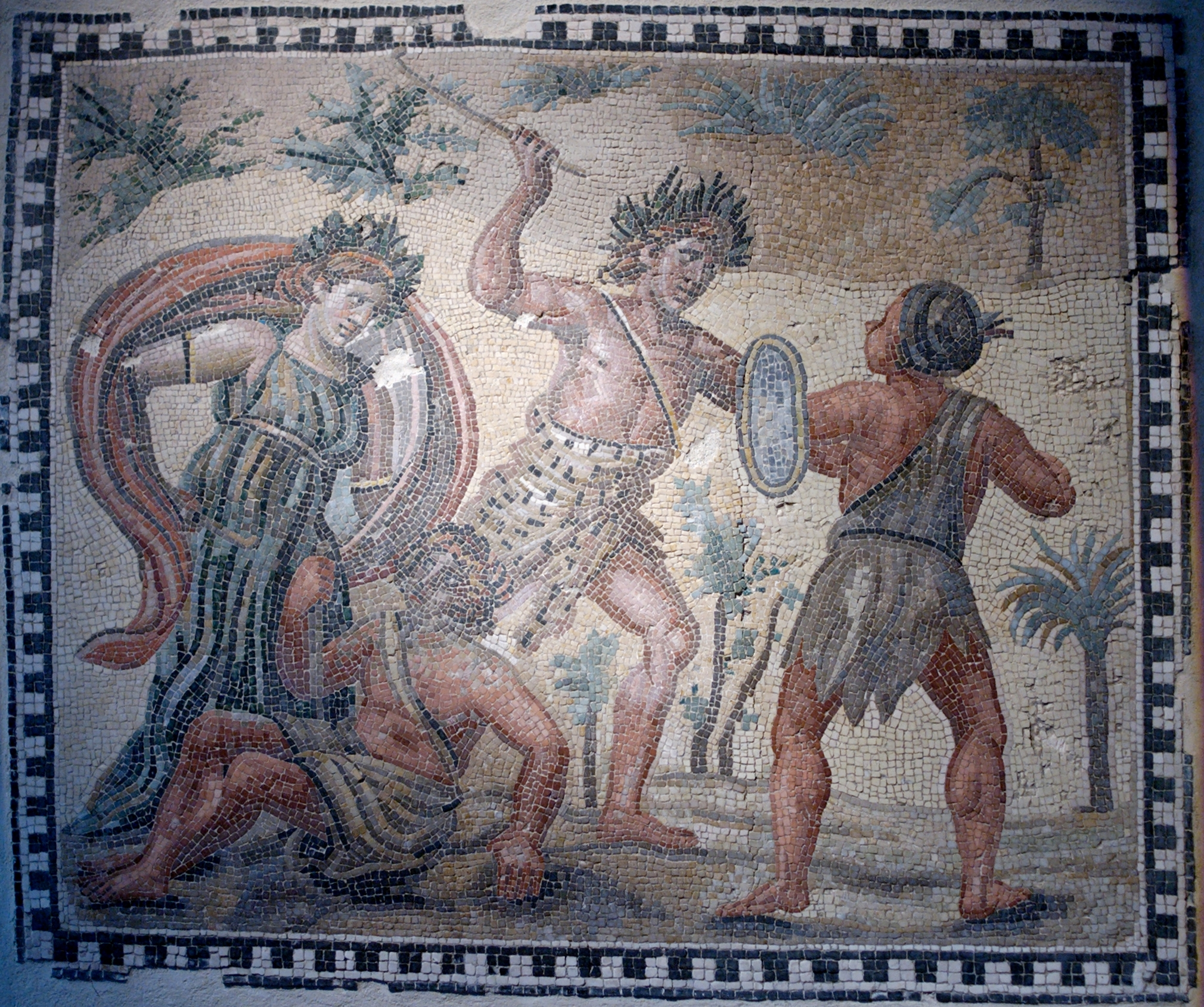
Боротьба Діоніса та жителів Індії

Діонісіака (грец. Διονυσιακά), або Діяння Діоніса — поема давньогрецького поета Нонна Панополітанського, що складається з 48 пісень.

## Сюжет та художні засоби
Змістом її служить фантастичний похід бога Діонісія проти Індії, ще до Нонна, за імператора Діоклетіана, оспіваного поетом Сотеріхом. У головний міф Нонн вніс велику кількість інших міфів, так що твір його абсолютно позбавлений єдності. Опису походу передує 12 пісень; розповідь не закінчується перемогою над царем Індії Деріадом, їй слідує довгий повний опис всіляких пригод повернення.
У Гомера Нонн перейняв лише те, що із семи років війни він описує лише останній. Правил поетики Аристотеля і Горація він не знав. Надмірна фантазійність не дає можливості підтримати єдності особи; поет починає більш ніж здалеку — з відвідування Європи Зевсом і лише в VIII-й пісні приходить до народження Діоніса. Всяким випадком він користується, щоб вплести яку-небудь розповідь; згадуючи, наприклад про затемнення Сонця, він вважає за потрібне докладно розповісти міф про Фаетона (38 пісня).
Нонн переказує майже всі міфи про перетворення, якими скористався в «Метаморфозах» Овідій, але з набагато більшою детальністю і без жодного відчуття міри. Серед тропів переважають гіперболи. Наприклад, молодий бог танцює в утробі матері (8, 27), Кіферон проливає сльози (5, 327), Атлант крутить небо. Однак, у нього є і витончені розповіді, наприклад, міф про Ікара та Ерігону (47, 1 — 214) або під сильним впливом Гомера написана розповідь про вирішальний бій між Діонісом і Деріадом.
Самий вірш у Нонна надзвичайно вироблений і чистий, майже ніколи в тому ж гекзаметрі не зустрічається 2 спондеї, цезура майже завжди ставиться після третього трохея, мова дуже багата.